# Grant Gillespie
Grant Gillespie (2 juli 1991) is een Schotse voetballer (verdediger). In 2009-2018 kwam hij uit voor de Schotse eersteklasser Hamilton Academical FC uitkomt. Hij komt uit de jeugd van Hamilton en maakte zijn debuut voor de eerste ploeg op 15 augustus 2009 in een wedstrijd tegen Kilmarnock FC. Na enkele maanden bij Dundee United (januari-maart 2018) speelt hij sinds juni 2018 voor Raith Rovers FC.